# Протестантизм в Индии
Протестантизм в Индии — одно из направлений христианства в стране. По данным «Энциклопедии религий» Дж. Г. Мелтона в 2010 году в Индии насчитывалось 21 млн традиционных протестантов и ок. 15 млн верующих местных независимых церквей протестантского толка. «Операция мир» насчитала в Индии 43 млн традиционных протестантов и верующих независимых церквей (2010 год).

## Исторический обзор
Первые протестантские священники появились в стране в 1612 году. Это были англиканские капеланы, присланные для духовного окормления сотрудников Ост-индской компании. Однако сама компания была против проповеди христианства местному населению и деятельность англикан ограничивалась лишь европейскими поселениями. Вот почему первыми протестантскими миссионерами считаются датчане Бартоломей Цигенбальг и Генрих Плютшау. Они прибыли в колонию Транкебар в 1706 году и, при поддержке лютеранской Датской миссией галле, начали активную миссионерскую деятельность среди коренного населения Индии. Лютеране оставались единственными миссионерами на протяжении большей части XVIII века.
В 1792 году в Бенгалию прибыл миссионер Баптисткого миссионерского общества Уильям Кэри. Его миссионерская работа в Серапуре имела значительный успех. К концу XVIII века в стране также действовала миссия конгрегационалистов и англикан из Лондонского миссионерского общества. Впоследствии город Калькутта, в котором располагалась миссия англикан, стал центром распространения протестантизма.
В начале XIX века в стране появились методисты и шотландские пресвитериане. В это же время между англиканами и Малабарской сирийской православной (яковитской) церковью устанавливаются партнёрские связи; однако попытка англикан совершить «обновление древней церкви» приводит в 1836 году к прерыванию контактов. При этом часть служителей Малабарской церкви остались под сильным влиянием протестантизма; идеи реформировать церковь изнутри предлагались весь XIX век. В 1889 году реформаторское крыло окончательно покидает Малабарскую церковь и создаёт близкую к протестантизму Малабарскую сирийскую церковь святого Фомы (Мартомиты, реформированные «Христиане апостола Фомы»).
В 1908 году в Индию прибыл первый пятидесятнический миссионер Джордж Берг. Вскоре ему предстояло узнать, что пятидесятнические проявления, пережитые им в ходе пробуждения на Азуза-стрит, были распространены в Индии задолго до официальной даты рождения пятидесятничества. Начало Ассамблеям Бога в Индии положила миссионерка Мэри Чепмен, прибывшая в Мадрас из Африки в 1915 году. Ещё один миссионер Ассамблей Бога Роберт Кук в 1936 году перешёл в Церковь Божию и создал филиал церкви в Индии. Его помощник К. Абрахам стоял у истоков рождения независимой Индийской пятидесятнической церкви Бога.
С конца XX века в Индии продолжается мощное харизматическое пробуждение, приведшее к созданию как новых независимых пятидесятнических церквей, так и к харизматическому обновлению среди традиционных протестантов и католиков. Движение харизматического обновления утверждает, что затронуло уже половину всех индийских христиан. Дэвид Баррет, редактор Всемирной христианской энциклопедии, насчитал в Индии 27 млн подобных харизматиков (2000 год).

### Создание объединённых церквей
Современное экуменическое движение в Индии имело значительный успех. Так, уже в 1901 году две кальвинистские церкви на юге страны (пресвитерианская и реформатская) объединились, чтобы создать Южноиндийскую объединённую церковь. Позже в церковь влились конгрегационалисты. После многолетних переговоров, в 1947 году Объединённая церковь южной Индии, Методистская церковь и Южноиндийская епархия англиканской церкви создали Церковь Южной Индии. Церковь Южной Индии стала первой церковью, объединившей общины имеющие и не имеющие апостольское преемство.
Параллельно с созданием объединённой церкви на юге, переговоры об объединении велись и на севере Индии. В 1924 году пресвитериане и конгрегационалисты создали Объединённую церковь Северной Индии. Дальнейшие переговоры привели к созданию в 1965 году Церкви Северной Индии, объединившей пресвитериан, англикан, методистов, баптистов и др.
В настоящее время Церкви Северной и Южной Индии ведут переговоры с Малабарской сирийской церковью святого Фомы (мартомиты) об объединении в единую Индийскую христианскую церковь.
Однако экуменизм индийских протестантов не сводится лишь к созданию объединённых церквей. В 1912 году различные протестантские и древневосточные церкви Индии создали Миссионерский Совет. В течение некоторого времени этот консультативный орган был трансформирован в Национальный совет церквей Индии. В настоящее время Национальный совет церквей Индии входит во Всемирный совет церквей. Большинство лютеран объединены в Объединённую евангелическо-лютеранскую церковь Индии. Более ста евангельских церквей участвуют в Евангельском братстве Индии, связанном со Всемирным евангельским альянсом. Помимо этого, баптисты Индии объединены в Баптистский евангельский альянс, а пятидесятники — в Пятидесятническое братство Индии.

## Современное состояние
В настоящее время в Индии существует более 1 тыс. самостоятельных протестантских союзов и деноминаций; в них входят ок. 240 тыс. поместных церквей и общин.

### Традиционные протестантские конфессии
Крупнейшей протестантской организацией страны остаётся Церковь Южной Индии (5,95 млн верующих). К Церкви Северной Индии относят себя 2,4 млн индийцев.
Лютеранские церкви объединяют 1,92 млн верующих. Самыми крупными среди них являются Евангелическая лютеранская церковь в Андхра (800 тыс.), Гёсснерская евангелическая лютеранская церковь в Чхота-Нагпур и Ассаме (400 тыс.), Евангелическая лютеранская церковь в Джайпуре (150 тыс.), Северо-западная гёсснерская евангелическая лютеранская церковь (117 тыс.) и Тамильская евангелическая лютеранская церковь (108 тыс.).
В стране получил распространение методизм (1,25 млн). Большинство индийских методистов относятся к Методистской церкви Индии (972 тыс. верующих).
К методистам примыкают верующие движения святости. Это Евангельская христианская церковь Индии (431 тыс.), Церковь Бога (Андерсон, Индиана) (131 тыс.), Церковь назарян (61 тыс.), Христианский и миссионерский альянс (13,5 тыс.), Миссионерская церковь (9 тыс.) и др.
Часть кальвинистов (1,06 млн; 3,7 тыс. общин), не вошедших в объединённые церкви, существуют отдельно. Это Пресвитерианская церковь северо-восточной Индии (ок. 800 тыс.), Конгрегациональная церковь Индии (5,5 тыс.), Совет евангелических пресвитериан (6 тыс.) и др.
Близкая к протестантам и по культовой практике и по вероучению Малабарская сирийская церковь святого Фомы объединяет 718 тыс. человек.

### Баптисты
По числу баптистов (5 млн) Индия стоит на третьем месте в мире, уступая лишь США и Нигерии. В штате Нагаленд баптисты образуют большинство населения. Большинство баптистских церквей страны входит во Всемирный баптистский альянс. Самыми крупными баптистскими объединениями являются Совет нагалендских баптистских церквей (519 тыс. крещённых членов), Самавесамские баптистские церкви телугу (476 тыс.), Баптистский евангелический крусейд Ориссы (405 тыс.) и Баптистская конвенция гаро в Индии (251 тыс.).. Часть баптистских деноминаций (например, Баптисты седьмого дня — 30 тыс. верующих) не являются членами Всемирного Альянса.

### Пятидесятническое движение
Пятидесятническое движение в Индии переживает период бурного роста. В 2000 году пятидесятники и независимые харизматы объединяли в своих рядах 6,3 млн верующих. Крупнейшим пятидесятническим союзом страны являются Ассамблеи Бога в Индии (1 млн в 2011 году). Стремительный рост церкви начался в 1990-х годах (так, в 1990 году в Ассамблеях было 124 тыс. верующих). Только в 2009 году Ассамблеи Бога начали в Индии 1 тыс. новых церквей, доведя число церквей до 8 тысяч.
В Индии также действует ряд других международных пятидесятнических объединений: Полноевангельская церковь Бога (240 тыс.), Объединённая пятидесятническая церковь (200 тыс.), (Цейлонская) Пятидесятническая миссия (185 тыс.), Международное братство христианских ассамблей (135 тыс.), Пятидесятническая церковь святости (97 тыс.), Церковь Бога пророчеств (80 тыс.), Церкви «Открытой Библии» (53 тыс. крещённых членов), Пятидесятническая церковь Бога (13 тыс.), Апостольские христианские ассамблеи (7 тыс., филиал Апостольской церкви Великобритании), Церковь четырёхстороннего евангелия (3,5 тыс.) и др.
Ряд пятидесятнических церквей возникли в Индии. Это Индийская пятидесятническая церковь Бога (750 тыс.), Братство «Новая Жизнь» (620 тыс.), Полноевангельская церковь «Мана» (325 тыс.), Индийская евангельская лига (322 тыс.), Братство «Филадельфия» (295 тыс.), Служение «Эммануил» (179 тыс.), Ассоциация полного Евангелия «Маранафа» (50 тыс.), Гималайское евангельское братство (20 тыс.), Церковь «Князь Мира» (12 тыс.) и др.

### Другие протестантские группы
В стране действуют несколько адвентистских групп. Адвентисты седьмого дня (1,4 млн крещённых членов) объединены в 3,7 тыс. церквей. В стране также есть 90 церквей Адвентистской христианской конференции (5,5 тыс. верующих) и 60 общин Церкви Бога (Седьмого Дня) с 8,3 тыс. верующих.
Группа местных евангельских христиан, называющаяся Церковь верующих (связана с миссией «Евангелие для Азии») объединяет 1,8 млн прихожан. В стране действуют и другие евангельские группы: Индийская лига Евангелия (200 тыс.), Движение «Великого Поручения» (50 тыс.), Индийская евангельская миссия (40 тыс.) и проч.
Новоапостольская церковь объединяет 1,5 млн верующих в 3,6 тыс. общинах. Плимутские братья объединены в Христианские ассамблеи Индии (430 тыс.) и Христианские ассамблеи Индии (Иегова шамма) (250 тыс.). Среди других протестантских групп следует отметить меннонитов (500 тыс.), Армию Спасения (300 тыс.), Учеников Христа (84 тыс.) и квакеров (1 тыс.).

## Преследование протестантов
Миссионерская активность протестантов столкнулась с растущим сопротивлением индуистских националистических движений. Радикальные националисты неоднократно совершали террористические акты против христиан (включая похищения служителей, убийство, поджог и разрушение храмов). Так, в 1999 году протестантский миссионер Грэм Стюард Стейнс и его два сына (10 и 6 лет) были заживо сожжены индуистскими экстремистами.